# Lopušné Pažite
Lopušné Pažite (hongrois : Pázsitos) est un village de Slovaquie situé dans la région de Žilina.

## Histoire
La première mention écrite du village date de 1598.

## Démographie

### Évolution de la population
| Année:               | 1994. | 2004.   | 2014.   | 2024.   |
| -------------------- | ----- | ------- | ------- | ------- |
| Nombre de personnes: | 438   | 452     | 468     | 436     |
| Différence:          |       | +3,19 % | +3,53 % | -6,83 % |

| Année:               | 2023. | 2024.   |
| -------------------- | ----- | ------- |
| Nombre de personnes: | 439   | 436     |
| Différence:          |       | -0,68 % |